# 小行星9947
小行星9947（英語：9947 Takaishuji）是一颗围绕太阳公转的小行星。1990年8月17日，埃莉諾·赫琳在帕洛马山发现了此天体。
这颗小行星的绝对星等为56.91062339066742等。